# Pląchawy
Plchawy [plɔ̃ˈxavɨ] (tiếng Đức: Plonchau) là một ngôi làng thuộc khu hành chính của Gmina Dąbrówno, thuộc huyện Ostródzki, Warmińsko-Mazurskie, ở miền bắc Ba Lan.